# Jardín botánico Molino de Inca
El jardín botánico Molino de Inca es un jardín botánico de unas 4 ha de extensión que se encuentra en el municipio de Torremolinos, provincia de Málaga, en la comunidad autónoma de Andalucía, España.
Se encuentra en la zona contigua al Vivero Municipal de Torremolinos en una zona donde se ubican los nacimientos originales de los manantiales de Torremolinos, los de Inca y Albercón del Rey. Se encuentra en el Camino de los Pinares, junto al Molino de Batán y El Pinar de los Manantiales, cerca del parque acuático, pegado a la autovía, en los alrededores de la ciudad. Se puede llegar a pie o en vehículo propio.

## Historia
En lugar que da nombre al jardín botánico se debe a un antiguo molino harinero llamado Inca.
En febrero de 1926 el Rey Alfonso XIII visitó el complejo de manantiales, bajando al manantial del Albercón, y bebiendo de sus purísimas aguas, que desde entonces se conoce como "Albercón del Rey".
El 10 de mayo de 2003 abrió sus puertas el complejo Los Manantiales de Torremolinos-Jardín Botánico Molino de Inca, con el edificio del molino de Inca restaurado como molino harinero-museo de la molienda del trigo.

## Colecciones

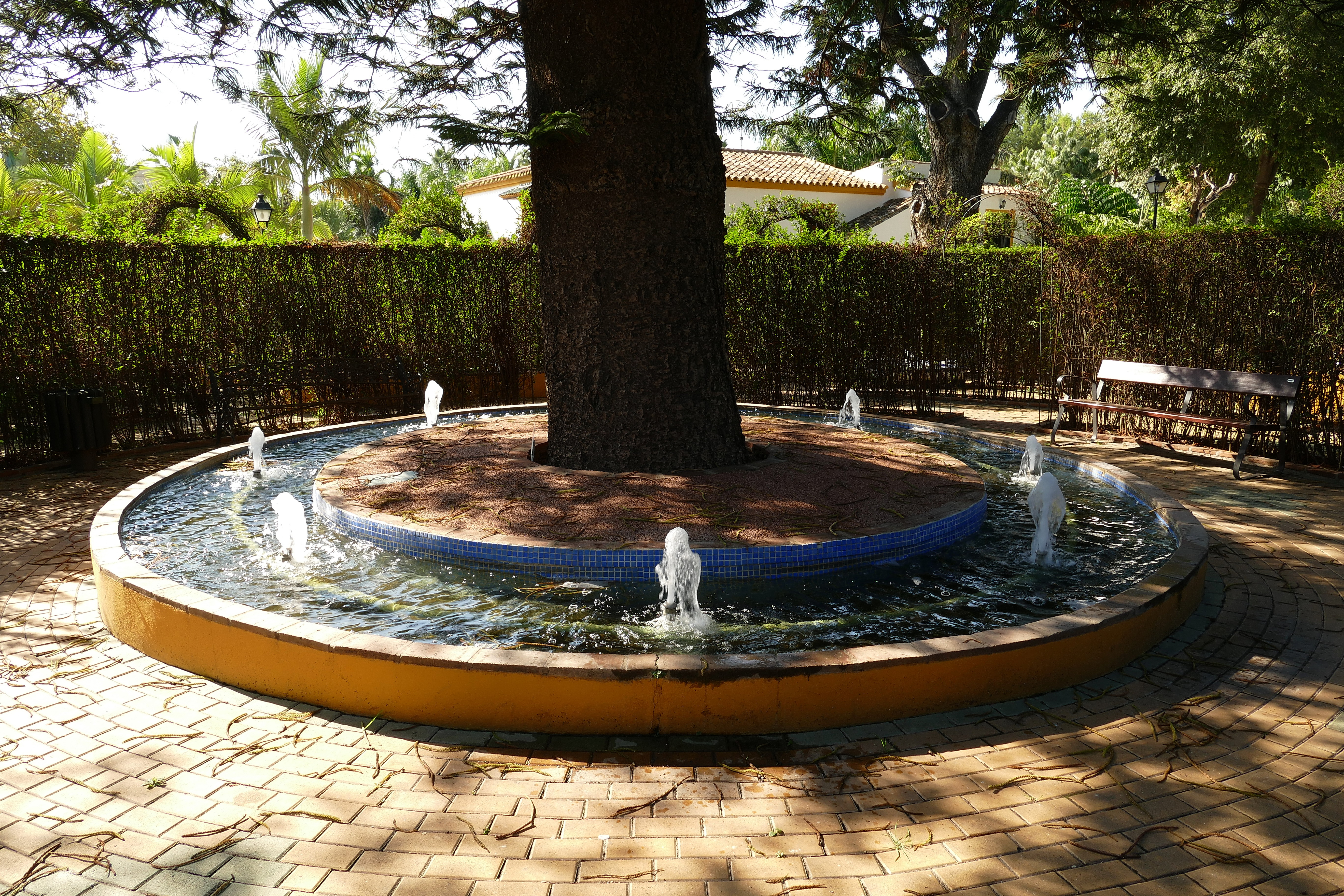
Araucaria excelsa

El jardín ofrece también un gran valor botánico, se concentran más de 150 palmeras de 50 especies diferentes, así como unos 300 árboles de 60 especies distintas y unos 400 arbustos de la más diversa procedencia.
El jardín botánico alberga ejemplares centenarios de Araucaria excelsa, Eucalyptus camaldulensis, Ficus nitida, Chamaerops humilis, un acebuche de unos 1000 años de antigüedad, un nogal americano de 40 m, algarrobos...
Un elemento ornamental es el laberinto natural de Aligustre (Ligustrum japonicum), de unos 50 metros de diámetro, situado en la zona céntrica del conjunto. 
El agua juega aquí un papel ornamental de primer orden con una fuente que hace como el manantial de un río que atraviesa el jardín botánico y que desemboca en un lago.